# Ривара
Рива̀ра (на италиански: Rivara; на пиемонтски: Ruvera, Рувера) е малък град и община в Метрополен град Торино, регион Пиемонт, Северна Италия. Разположен е на 392 m надморска височина. Към 1 януари 2020 г. населението на общината е 2537 души, от които 192 са чужди граждани.